# District de Gangbei
Le district de Gangbei (港北区 ; pinyin : Gǎngběi Qū) est une subdivision administrative de la région autonome du Guangxi en Chine. Il est placé sous la juridiction de la ville-préfecture de Guigang. La population du district était de 581 123 habitants en 2010.